# Chuck Hornbostel
Charles Christian Hornbostel, detto Chuck (Evansville, 26 settembre 1911 – New London, 13 gennaio 1989), è stato un mezzofondista statunitense.

## Palmarès
| Anno | Manifestazione  | Sede        | Evento          | Risultato | Prestazione | Note  |
| ---- | --------------- | ----------- | --------------- | --------- | ----------- | ----- |
| 1932 | Giochi olimpici | Los Angeles | 800 metri piani | 6º        |             | [ 1 ] |
| 1936 | Giochi olimpici | Berlino     | 800 metri piani | 5º        |             | [ 2 ] |